# Rodney Russel
Rodney Christiaan Russel (Paramaribo, 3 mei 1946) is een Surinaams schrijver.
Rodney Russel schreef in de jaren 60 verhalen voor de tweewekelijkse literaire pagina `Wi foe Sranan' van het dagblad Suriname. Redactrice Thea Doelwijt nam `Potroom 1965' dat speelt onder arbeiders in de bauxietindustrie op in haar bloemlezing Kri, kra! Proza van Suriname (1972). Het verhaal 'Jozef' verscheen in Mama Sranan; 200 jaar Surinaamse verhaalkunst (1999; red. Michiel van Kempen). Verder schreef Russel genadeloze kritieken en essays in het tijdschrift Kolibri. In het Suriname-nummer van Tirade (1973) verscheen de tekst van een causerie.  De teksten van Russel getuigen van een sterk onafhankelijke geest, sterk anti-koloniaal, maar zonder de idealistische toonzetting van veel werk uit de jaren 60.

## Over Rodney Russel
- Michiel van Kempen, Een geschiedenis van de Surinaamse literatuur, profiel van Rodney Russel op pagina 481-484.